# FK Škupi
Fudbalski klub Škupi (albanski: Klubi Futbollistik Shkupi, makedonski: Фудбалски клуб Шкупи 1927) sjevernomakedonski je nogometni klub iz skopljanske općine Čair. Trenutačno se natječe u Prvoj makedonskoj nogometnoj ligi.
Većina klupskih navijača su Albanci te je klub dobio ime po albanskom nazivu za Skoplje.

## Uspjesi
Prva makedonska nogometna liga
- Prvak (1): 2021./22.

Druga makedonska nogometna liga
- Prvak (1): 2014./15.

## Vanjske poveznice
- Službena web-stranica